# 中華民国の国旗
中華民国の国旗（ちゅうかみんこくのこっき）は、青地の中心に白い太陽がある意匠（青天白日）がカントンに配された赤地の旗であり、青天白日満地紅旗（せいてんはくじつまんちこうき、台: 青天白日滿地紅旗）と呼ばれる。
中国国民党の党旗である「青天白日旗」とは区別される。
1912年（民国元年）の建国当初は五色旗が国旗として使用されていたが、1928年（民国17年）に国民政府が北伐を終えて中国を統一した後、「中華民国国徽国旗法」が制定されて青天白日満地紅旗が国旗となった。1947年（民国36年）に施行された「中華民国憲法」の第6条でも「中華民国の国旗は、紅地の左方上角に青天白日をしるしたものと定める」と定義されている。
中華民国海軍の軍旗も、国旗と同じく青天白日満地紅旗である。

## 構成

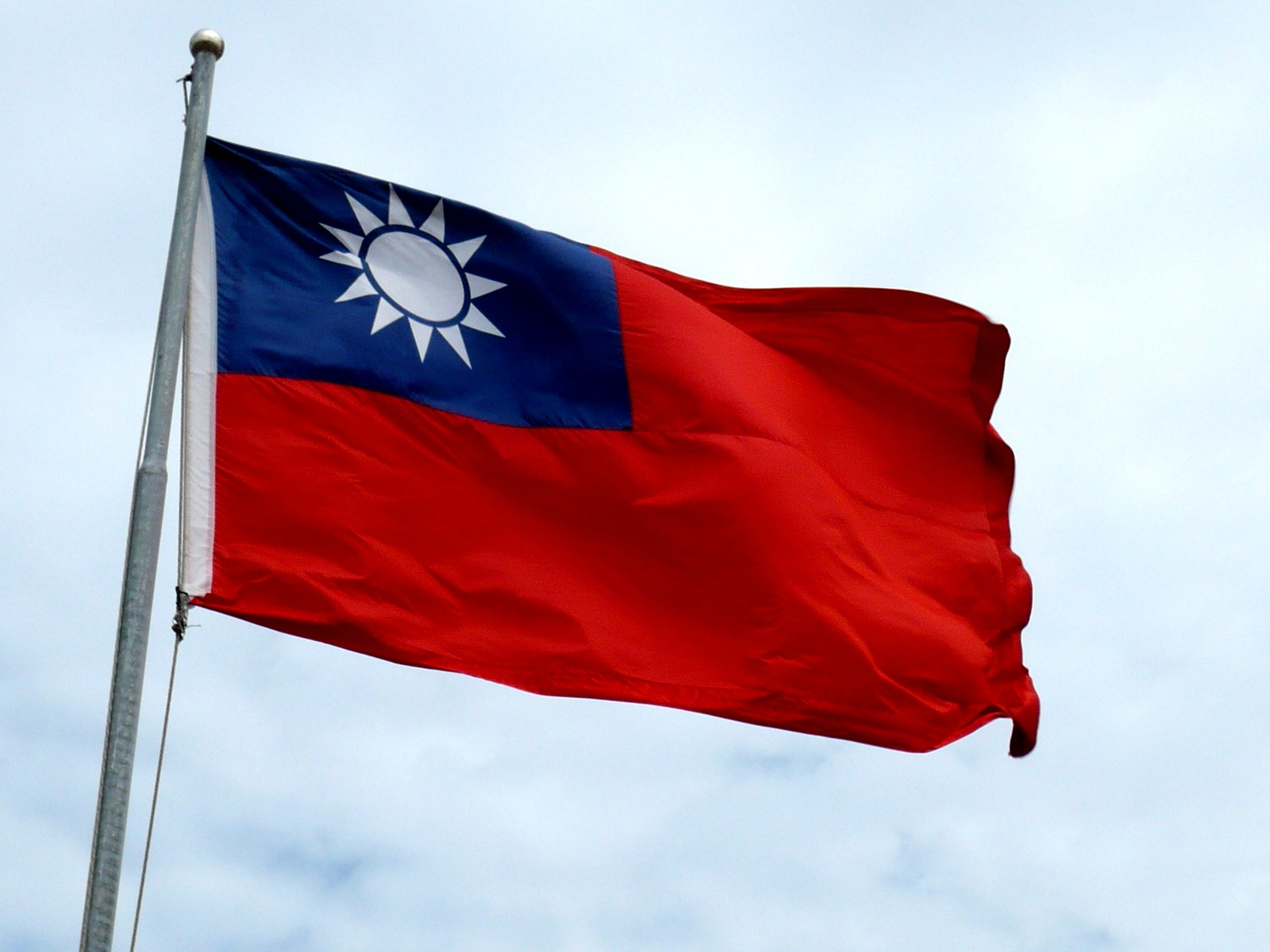
掲揚される国旗

### 意匠
青・白・赤の3色は国父の孫文が提唱した三民主義や自由・平等・博愛を表し、青には「明るくまっすぐで気高く偉大な中華民族の性格と志」、白には「正直さ・公正さ・潔白さ」、赤には「革命で流された鮮血」という意味も含まれている。太陽の12条の光芒は十二時辰や十二支を表して永遠を象徴するとともに、国民の進取の精神を表している。
1949年（民国38年）10月10日の中華民国国慶日（双十節）に中国国民党総裁の蔣介石が発表した「中華民国三十八年国慶紀念告全国軍民同胞書」の文中では、「我らが中国の領土に青天白日満地紅旗が立っている限り、それは黄帝の子孫にとっての自由と独立の象徴となるだろう」と説明されている。

### 規定
「中華民国国徽国旗法」には、国旗の規格に関して下記のような規定が存在する。
中華民国国章の規定は、同法の第3条に記載されている。
| 名称     | 法定尺度（センチメートル）および用法                                | 制式 |
| -------- | ------------------------------------------------------------------- | ---- |
| 一号国旗 | 24 × 16（卓上に置かれる小国旗）                                     |      |
| 二号国旗 | 36 × 24（内政部は自動車とオートバイの前に掲げることを推奨している） |      |
| 三号国旗 | 48 × 32（慶事を祝う時に牌楼に使用される）                           |      |
| 四号国旗 | 72 × 48（陸橋や交通島で使用される）                                 |      |
| 五号国旗 | 96 × 64                                                             |      |
| 六号国旗 | 144 × 96（「国徽国旗法」に基づいて屋外で使用される）                |      |
| 七号国旗 | 180 × 120（「国旗覆蓋霊柩実施要點」に基づいて葬儀で使用される）     |      |
| 八号国旗 | 240 × 160（講堂や議場で使用される）                                 |      |
| 九号国旗 | 288 × 192（講堂や議場で使用される）                                 |      |
| 十号国旗 | 360 × 240（講堂や議場で使用される）                                 |      |

憲法と「中華民国国徽国旗法」には国旗に用いる標準色の規定が存在しないが、内政部は参考として下記の配色を挙げている。
| 表現法 | 青          | 白      | 赤             |
| ------ | ----------- | ------- | -------------- |
| CMYK   | 100-80-0-20 | 0-0-0-0 | 0-100-100-5~10 |

## 使用

### マナー
- 中華民国を侮辱する意図で中華民国国章・国旗を公然の場で損壊・撤去・汚辱した者は、1年以下の懲役または9,000新台湾ドル以下の罰金刑に処される（刑法第160条）。
- 国旗が正式に掲揚・降下される時は全員起立・国歌斉唱・敬礼を行わなければならない（中華民国国徽国旗法第11条）。
- 国旗が掲揚・降下される時、国民はその場で起立して注目しなければならない。緊急車両を除く車両はその場で停止しなければならない（中華民国国徽国旗法第12条）。

### 屋外

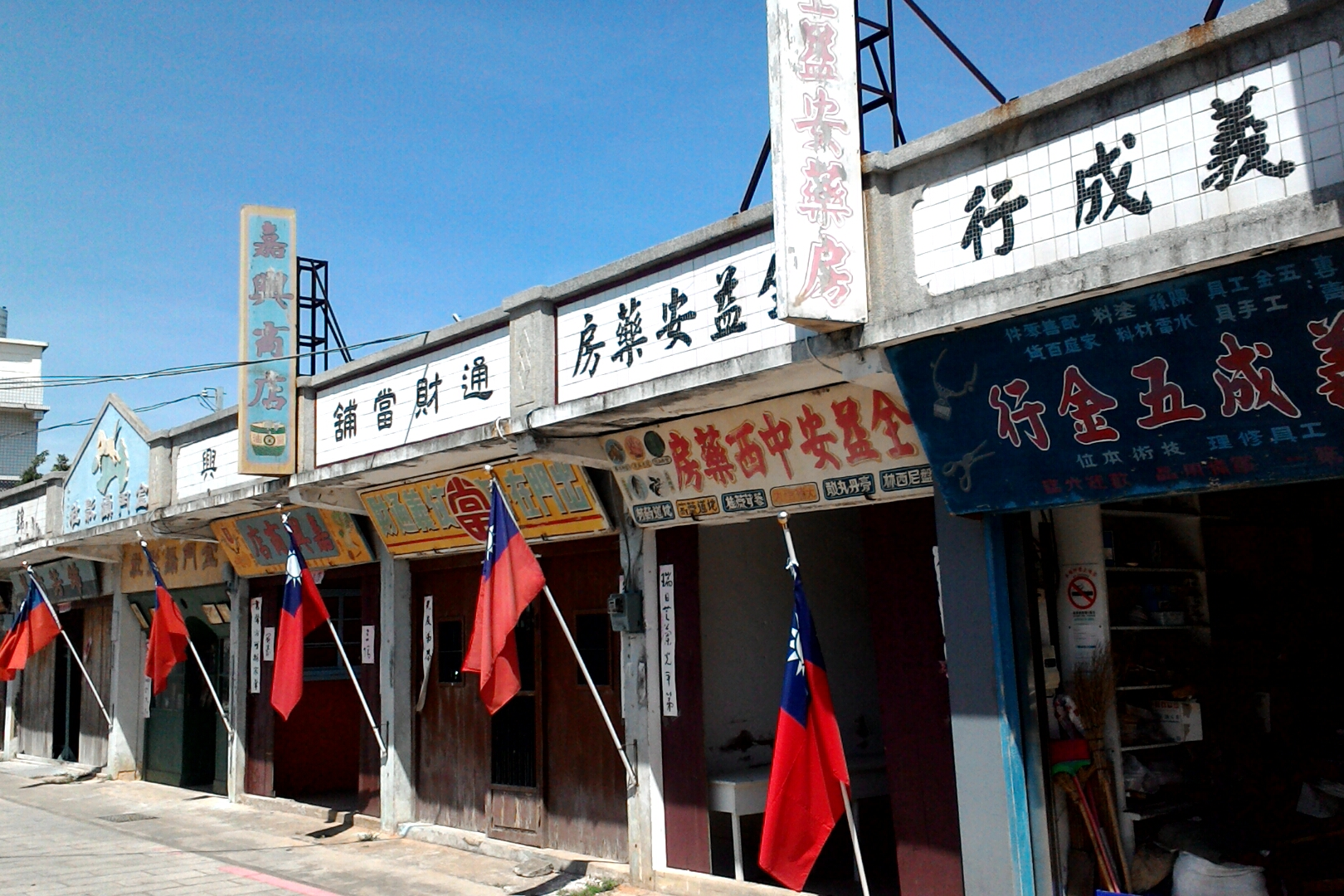
軒先に掲揚される国旗（福建省金門県金沙鎮）

- 国旗の旗竿は白色で、先端に金色の冠頭を付ける（中華民国国徽国旗法第5条）。
- 国旗を玄関前に掲揚する時は、左上を向くように掲げる。2枚の国旗を用いる場合は、戸の上に交差させて掲げるか、戸の両側に並列して掲げる（中華民国国徽国旗法第7条）。
- 屋外に国旗を掲揚する時間は、日の出から日没までの間である（中華民国国徽国旗法第8条）。
- 政府機関・学校・団体・軍隊は適当な場所に旗竿を立て、国旗を毎日掲揚・降下する（中華民国国徽国旗法第10条）。
- 雨天時は、国旗を掲揚しなければならない特別な場合を除いては国旗を降ろす。雨が止んだら再び掲揚する。（中華民国国徽国旗法第13条）。

| 時期               | 説明 |
| ------------------ | --- |
| 1月1日             | 中華民国開国紀念日                                                                                               |
| 2月28日            | 和平記念日（半旗）                                                                                               |
| 3月12日            | 国父逝世紀念日                                                                                                   |
| 3月14日            | 反侵略日 |
| 3月29日            | 革命先烈紀念日                                                                                                   |
| 旧暦4月8日         | 仏陀誕辰紀念日                                                                                                   |
| 7月15日            | 解厳紀念日 |
| 9月28日            | 孔子誕辰紀念日                                                                                                   |
| 10月10日           | 中華民国国慶日                                                                                                   |
| 10月24日           | 連合国日 |
| 11月12日           | 国父誕辰紀念日                                                                                                   |
| 12月25日           | 行憲紀念日 |
|                    | 「紀念日及節日実施弁法」第3条の規定により、上記の全ての紀念日に全国で国旗を掲揚する。                            |
| 外国の元首の訪問時 | 外交儀礼や慣例に基づき、外国の元首が訪問する場所では歓迎を示すために国旗が掲揚される。                           |
| 国葬の挙行日       | 「国葬法」第6条の規定により、国葬の挙行日には全国で半旗が掲揚される。                                            |
| 烈士入祀日         | 「忠烈祠祀弁法」第21条の規定により、烈士（英霊）が合祀される日には現地の機関・団体・学校・企業は半旗を掲揚する。 |

### 屋内
- 政府機関・学校・軍隊は、講堂および議場の正面中央に掲げられた国父遺像（孫文の肖像画）の上に国旗を掲揚する（中華民国国徽国旗法第6条）。

### 海上

#### 一般船舶
- 在外公館・海軍艦隊・船舶の国旗の掲揚・降下は、本法の規定および国際慣例に従って行われる（中華民国国徽国旗法第15条）。
- 船舶は、入港時から出港時まで中華民国国旗または船籍国の国旗を掲揚する（中華民国国徽国旗法第20条）。
- 中華民国以外の船舶は中華民国国旗を掲揚することができない。ただし、別に法律に規定がある場合、または次のいずれかに該当する場合はこの限りではない（船舶法第6条）：
  - 1.中華民国国慶日または紀念日。
  - 2.その他祝意または敬意を表すべきである場合。
- 中華民国の船舶は中華民国国旗以外の旗を掲揚することができない。ただし、別に法律に規定がある場合、または次のいずれかに該当する場合はこの限りではない（船舶法第7条）：
  - 1.停泊する国の国家の日あるいは記念日。
  - 2.その他祝意または敬意を表すべきである場合。

#### 軍艦
- 軍艦は停泊中、午前8時から日没までの間、国旗（海軍旗）を艦尾に、艦首旗を艦首に掲揚し、同時に掲揚・降下する。2隻以上の軍艦が同一の港に停泊している場合、旗の掲揚・降下の時刻は、上官が駐在する軍艦の時刻に従うものとする（陸海空軍軍旗条例細則[9]第31条）。
- 軍艦は航行中、国旗（海軍旗）をメインマストに掲揚する（陸海空軍軍旗条例第34条）。

### 半旗

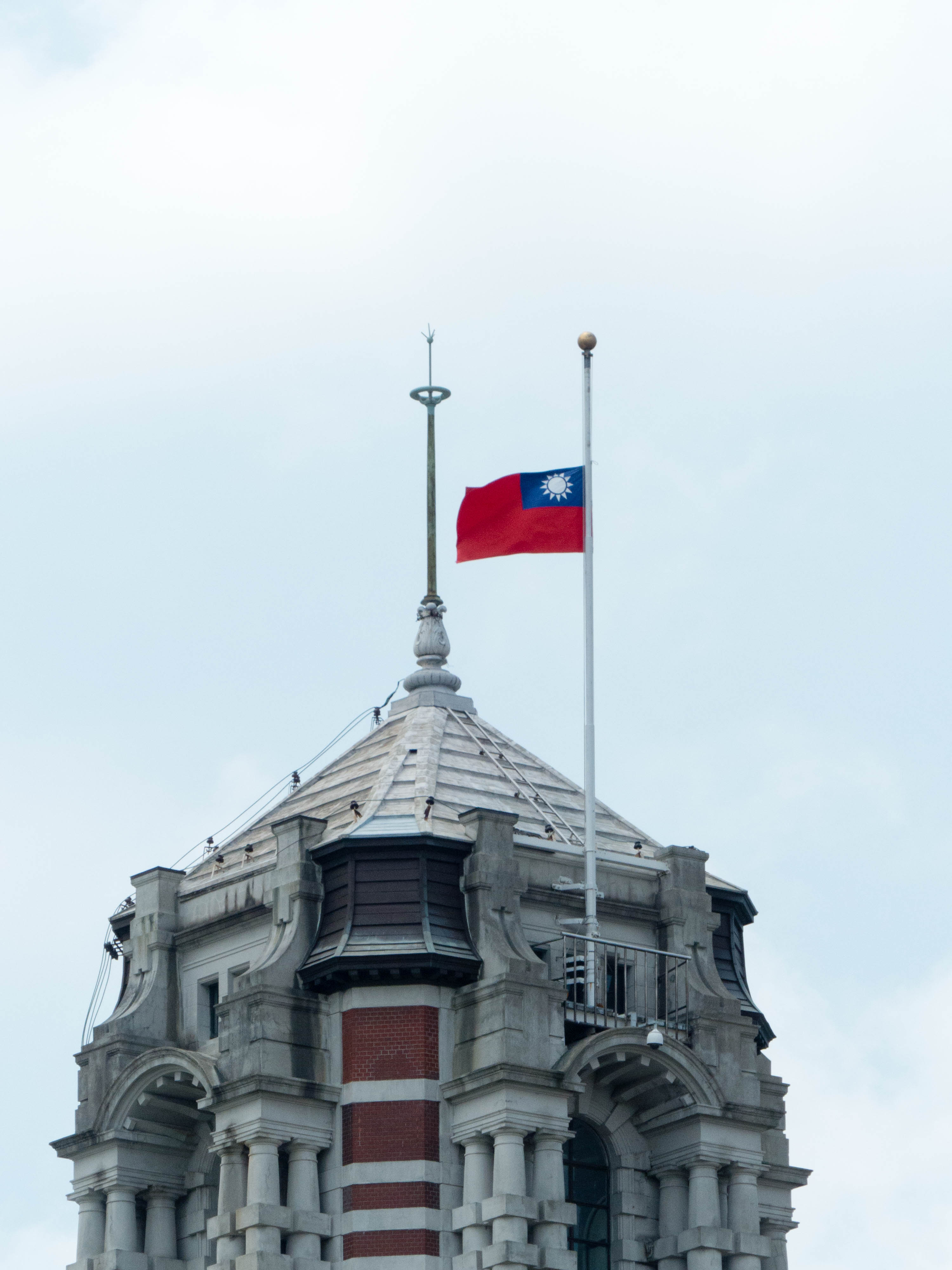
トランスアジア航空222便着陸失敗事故・高雄ガス爆発事故による犠牲者の追悼のため半旗が掲揚されている総統府

- 現職の総統および副総統が死去した場合、半旗を掲揚する（国旗下半旗実施弁法[10]第2条）。
- 和平紀念日には半旗を掲揚する（国旗下半旗実施弁法第3条）。
- 下記の人物が死去した場合、総統の決定を経て半旗を掲揚する（国旗下半旗実施弁法第4条）：
  - 1.国家に特別な功労がある者、または偉大な貢献をした者。
  - 2.世界平和または人類の進歩に多大な貢献をした者。
  - 3.友好国の現職の元首。
- 自然災害または人為災害により多数の死傷者が出た場合、災害の種類に応じ、災害防救業務の主管機関の要請を受けた行政院の決定を経て半旗を掲揚する。ただし、国際災害や事件の場合は外交部が行政院に要請する（国旗下半旗実施弁法第5条）。
- 半旗を掲揚する時は、国旗をポールの一番上まで揚げた後、ポールの半分の高さまで降ろす。旗を降ろす時は、ポールの頂上まで揚げた後に降ろす（国旗下半旗実施弁法第8条）。
- 国旗を半旗で掲揚する時、国旗と並べて掲揚する旗の高さは国旗より高い位置にあってはならない（国旗下半旗実施弁法第9条）。

#### 半旗が掲揚された例
- 国葬の挙行日

| 年月日                 | 出来事                                             | 備考             |
| ---------------------- | -------------------------------------------------- | ---------------- |
| 1965年3月5日           | 陳誠（副総統）の死去                               |                  |
| 1975年4月5日           | 蔣介石（総統）の死去                               |                  |
| 1988年1月13日          | 蔣経国（総統）の死去                               |                  |
| 1993年12月24日         | 厳家淦（元総統）の死去                             |                  |
| 2001年4月8日           | 謝東閔（元副総統）の死去                           |                  |
| 2020年1月14日          | 2020年新北市ヘリコプター墜落事故による犠牲者の葬儀 | 国葬に準ずる扱い |
| 2020年7月31日から3日間 | 李登輝（元総統）の死去                             |                  |
| 2020年10月7日          | 李登輝の遺骨の埋葬式                               | 国葬に準ずる扱い |

- 重要貢献者の死去または事件

| 年月日            | 出来事                                 | 備考                   |
| ----------------- | -------------------------------------- | ---------------------- |
| 1975年3月26日     | ファイサル（サウジアラビア国王）の死去 | 外交関係がある国の元首 |
| 1989年6月17日     | 六四天安門事件の追悼                   |                        |
| 2003年10月28日    | 宋美齢（元第一夫人）の死去             |                        |
| 2005年4月3日・4日 | ヨハネ・パウロ2世（ローマ教皇）の死去  | 外交関係がある国の元首 |
| 2022年7月11日     | 安倍晋三（日本国元内閣総理大臣）の死去 |                        |

- 災害・事故の追悼

| 年月日                 | 出来事                                                                  | 備考 |
| ---------------------- | ----------------------------------------------------------------------- | ---- |
| 1999年9月23日から3日間 | 921大地震による犠牲者の追悼                                             |      |
| 2001年9月              | 九一七水災・アメリカ同時多発テロ事件による犠牲者の追悼                  |      |
| 2009年8月22日から3日間 | 八八水害による犠牲者の追悼                                              |      |
| 2014年8月5日から3日間  | トランスアジア航空222便着陸失敗事故・高雄ガス爆発事故による犠牲者の追悼 |      |
| 2015年2月10日          | トランスアジア航空235便墜落事故による犠牲者の追悼                       |      |
| 2016年2月15日          | 台湾南部地震による犠牲者の追悼                                          |      |
| 2018年2月21日          | 花蓮地震による犠牲者の追悼                                              |      |
| 2021年4月3日から3日間  | 北廻線太魯閣号脱線事故による犠牲者の追悼                                |      |
| 2021年10月22日         | 高雄ビル火災による犠牲者の追悼                                          |      |

- 地方・機関単位での半旗掲揚

| 年月日                    | 地方・機関   | 出来事                                             | 備考 |
| ------------------------- | ------------ | -------------------------------------------------- | ---- |
| 1996年11月22日から1ヶ月間 | 桃園県       | 劉邦友（県長）が暗殺された                         |      |
| 1998年7月31日             | 高雄市議会   | 林滴娟（議員）が中国大陸で殺害された               |      |
| 2006年11月6日から3日間    | 宜蘭県       | 陳定南（前県長）の死去                             |      |
| 2018年10月31日            | 台東県       | 宜蘭線普悠瑪号脱線事故による犠牲者の追悼           |      |
| 2020年1月2日から3日間     | 中華民国国軍 | 2020年新北市ヘリコプター墜落事故による犠牲者の追悼 |      |
| 2020年6月7日              | 高雄市議会   | 許崑源（議長）の死去                               |      |

## 歴史

### 青天白日旗

青天白日旗

1893年、孫文らと共に革命運動に参加していた陸皓東が青天白日旗をデザインした。2年後の1895年、孫文が設立した興中会は広東省広州府（現：広州市）で武装蜂起を行うことを計画し、陸皓東は青天白日旗を軍旗とすることを提案した。しかし、蜂起に失敗したため旗は実際には使用されず、陸皓東は逮捕・処刑された。
1900年、興中会の鄭士良が恵州蜂起を起こし、青天白日旗が初めて軍旗として使用された。

### 国旗の選定
1906年、孫文率いる中国同盟会は中華民国の国旗の形式に関する会議を開いた。孫文は、犠牲となった陸皓東をはじめとする興中会の烈士を称えるため、青天白日旗を国旗に採用するよう主張した。しかし、黄興は「青天白日旗は単調で地味であり、日本の国旗に類似している」としてこれに反対した。これを受け、孫文は青天白日旗に赤色を追加することを閃いた。廖仲愷と黄興は平均地権を表す井字旗の採用を支持していた。他にも五族共和を表す五色旗や内地十八省を表す十八星旗が提案されたが、議論が紛糾したために国旗の決定には至らなかった。
「青天白日旗に赤色を追加する」という孫文のアイデアを基に、中国同盟会南洋分会副会長の張永福の妻である陳淑字は4種類の旗を作成した。孫文は草案4（青天白日満地紅旗）を気に入り、これを中華民国の国旗とすることを主張し続けた。

草案1
草案2
草案3
草案4

陳淑字が作成した旗
- ? 草案1
- ? 草案2
- ? 草案3
- ? 草案4

国旗案として挙げられた旗

? 青天白日旗
? 青天白日満地紅旗
? 五色旗
? 十八星旗
? 井字旗（中国語版）

### 中華民国の建国

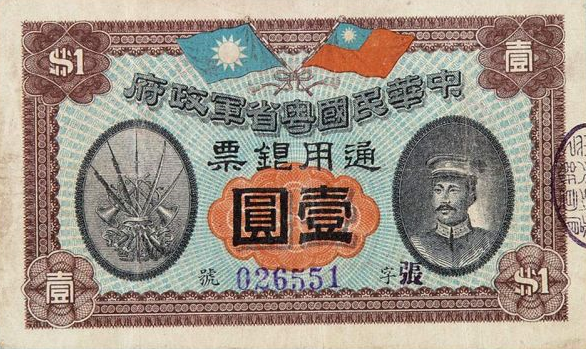
中華民国粤省軍政府が発行した通用銀票
陳炯明・青天白日旗・青天白日満地紅旗が描かれている。

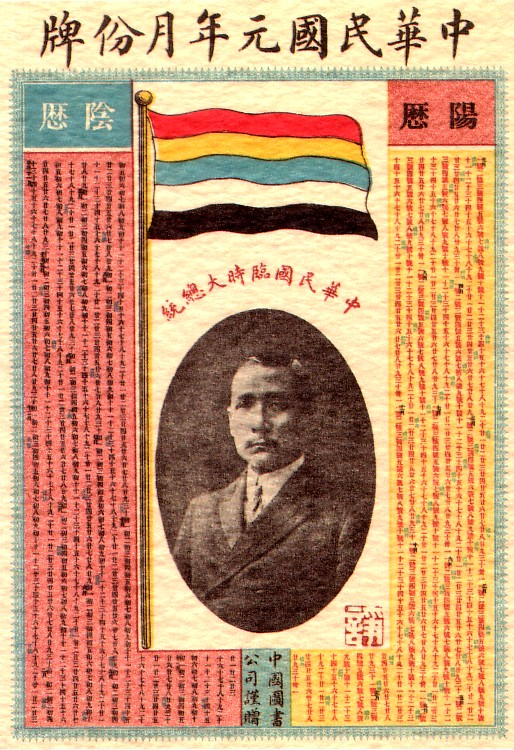
孫文と五色旗が描かれた月份牌（カレンダー）

1911年に辛亥革命が勃発し、翌1912年（民国元年）1月1日に中華民国臨時政府が南京に樹立された。各省都督府代表連合会は国旗を制定する会議を開いたが、各省の革命軍がそれぞれ異なった旗を用いていたために紛糾した。湖北・湖南・江西では共進会の十八星旗が、江蘇、浙江、安徽では五色旗が、広東、広西、福建、雲南、貴州では青天白日旗や青天白日満地紅旗が用いられた。広東省の陳炯明は恵州での挙兵時に井字旗を用いたが、広州の粤省軍政府に合流してからは使用しなくなった。1月10日、五色旗を中華民国の国旗に、十八星旗を陸軍旗に、青天白日満地紅旗を海軍旗に制定することが最終的に議決された。1月12日、臨時大総統の孫文は「清の海軍旗と同一のデザインである」「五色は五族（漢・満・蒙・回・蔵）を表すとされているが、その五色の配置に上下関係が存在するのは不平等である」として五色旗が国旗にふさわしくないと考えたため直ちに公布しようとせず、臨時参議院の設置後に国民投票を実施して決定しようとした。しかし、マスメディアが決議の結果を公表したため、国民は五色旗を国旗として使用するようになった。
孫文に代わって袁世凱が臨時大総統に就任した後の5月10日、臨時参議院は以前の決議に従って五色旗を国旗に制定することを決議した。6月8日、五色旗を国旗に、十九星旗を陸軍旗に、青天白日満地紅旗を海軍旗に、井字旗を元帥旗・副元帥旗に制定する法律が公布された。
臨時政府・北洋政府期に使用された旗

?? 国旗 （1912年 - 1928年）
?? 陸軍旗 （1912年 - 1928年）
? 海軍旗 （1912年 - ）
? 元帥旗 （1912年 - 1928年）
? 副元帥旗 （1912年 - 1928年）

### 青天白日満地紅旗

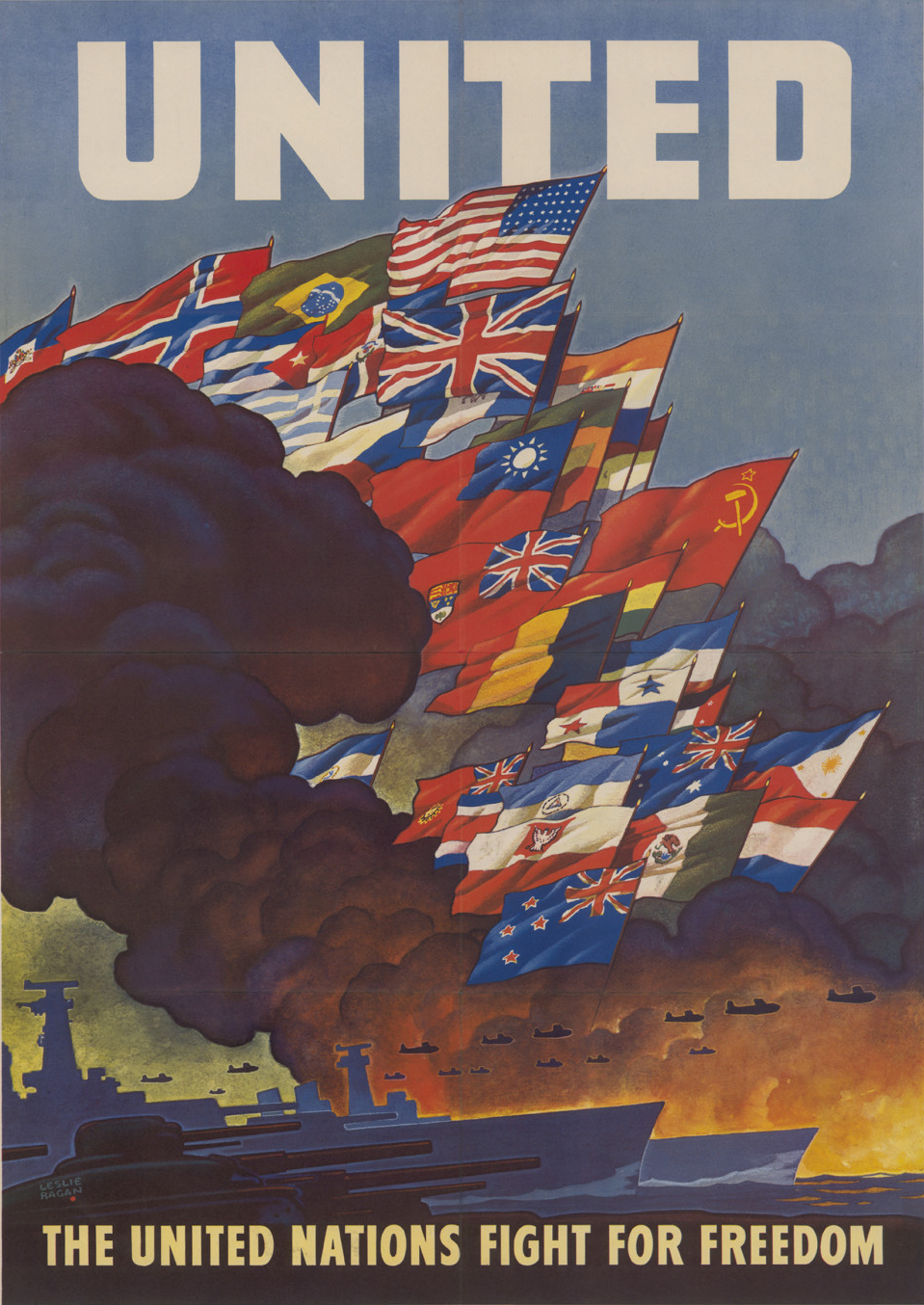
第二次世界大戦における連合国のポスター
中央に青天白日満地紅旗が見える。

1921年（民国10年）5月5日、孫文は非常大総統に就任して広州に中華民国政府を樹立し、青天白日満地紅旗を国旗および軍旗に定めた。ただしこの時点では京都（現：北京市）に依然として北洋政府が存在しており、五色旗が中華民国の国旗として広く認知されていた。
1924年（民国13年）6月30日、中国国民党の中央執行委員会は青天白日旗を党旗に、青天白日満地紅旗を国旗にすることを議決した。10月26日に出版された『中国国民党周刊』に掲載された「国旗釈義」という記事には「五族を象徴するものでしかなく、民国を象徴していない」「民族主義の一部のみを表現しているに過ぎず、民権主義・民生主義を表せていない」と五色旗を批判する一方で「光復だけでなく、国民精神の発揚において非常に重要である自強の意味も含まれている」「太陽は全ての人間の平等を象徴している」として青天白日満地紅旗こそが国旗にふさわしいとする内容が記された。
孫文死後の1925年（民国14年）7月1日、国民党は広州に国民政府を樹立し、青天白日満地紅旗が国旗に定められた。
1928年（民国17年）6月、北洋政府が崩壊し、国民政府による北伐が完了した。12月17日、「中華民国国徽国旗法」が施行され、青天白日満地紅旗が中華民国の正式な国旗となった。
1945年（民国34年）10月25日、第二次世界大戦の終結に伴って日本領台湾が中華民国に編入されて台湾省となり、台湾でも青天白日満地紅旗が掲揚されるようになった。
1947年（民国26年）12月25日、「中華民国憲法」が施行され、第6条では「中華民国の国旗は、紅地の左方上角に青天白日をしるしたものと定める」と規定された。
第二次国共内戦末期の1949年（民国38年）9月27日、北平で開催された中国人民政治協商会議の第1回全体会議で、中華人民共和国の国旗を五星紅旗とすることが議決された。10月1日に中華人民共和国が建国され、12月に中華民国政府は台湾へ撤退した。

## 両岸分断以降の使用状況

### 中国大陸（中華人民共和国）

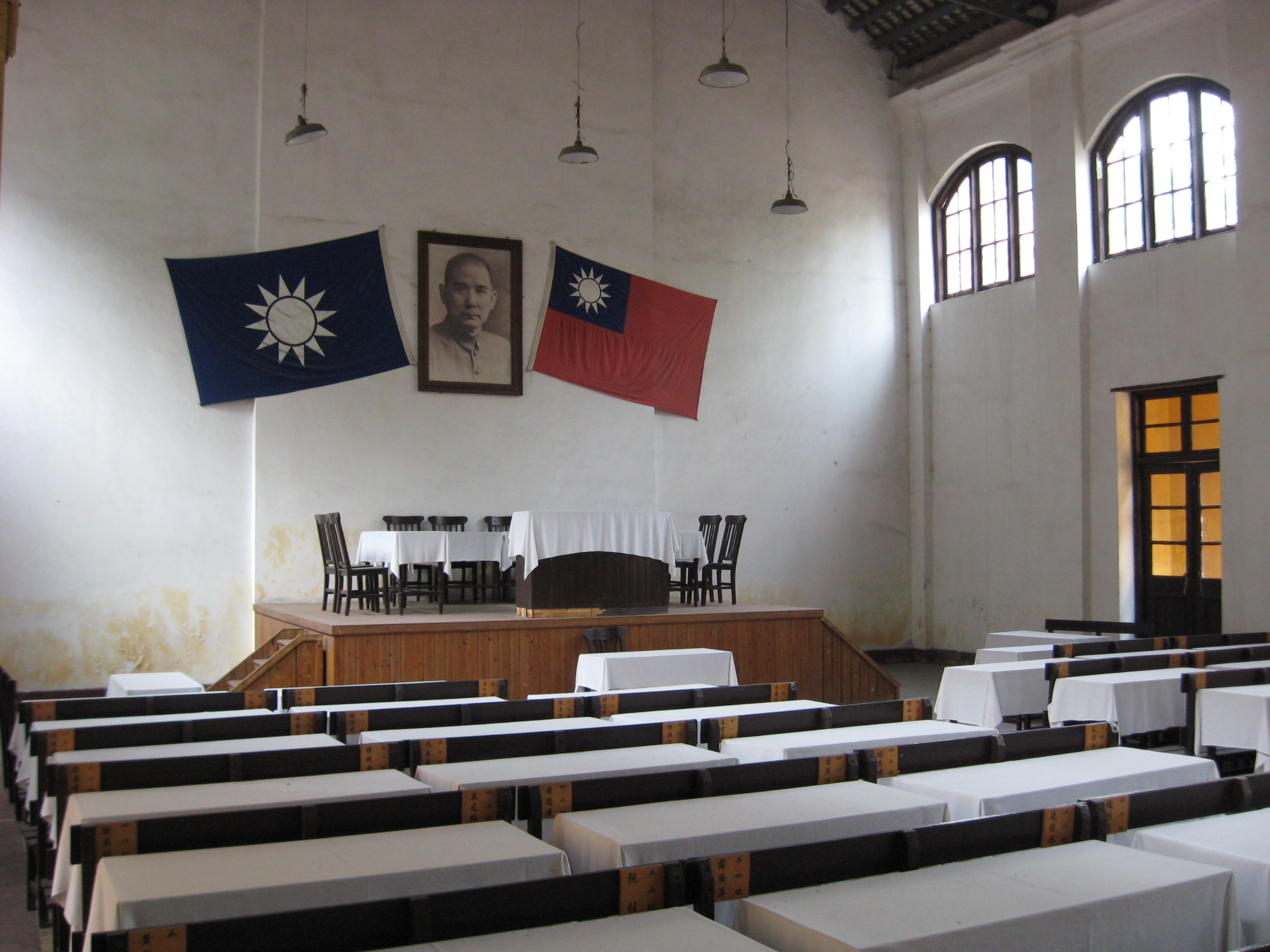
広州の中国国民党第一次全国代表大会旧址に掲げられている青天白日旗・青天白日満地紅旗・孫文の肖像画

中華人民共和国は中華民国が1949年に滅亡したとみなし、自らが中華民国を継承する国家であると主張している。このため中国大陸において青天白日満地紅旗は歴史上の存在として扱われ、南京中国近代史遺址博物館や中山陵、中国人民抗日戦争紀念館といった中華民国史や日中戦争に関連する施設や映画などでしか見ることができない。国務院台湾事務弁公室が2002年に制定、2016年に改訂したガイドラインである「関于正確使用渉台宣伝用語的意見」の第1条では、「1949年10月1日以降の台湾地区の政権に対して『中華民国』という用語を使用してはならず、『台湾当局』『台湾方面』などと呼ばなければならない」「中華民国の紀年法・旗・紋章・歌を使用してはならない」などと規定されている。中国大陸で青天白日満地紅旗が映っている映像などが放映される際は、モザイク処理などで隠されるのが一般的である。
両岸の交流が活発になるに伴い、台湾製商品であることを表すための記号として、青天白日満地紅旗が中国大陸の商店などで使用される例がみられるようになった。
2012年8月15日、中国大陸・香港・マカオの保釣運動家7人が尖閣諸島の魚釣島に上陸して五星紅旗と青天白日満地紅旗を掲げ、沖縄県警察に逮捕される事件（香港活動家尖閣諸島上陸事件）が発生した。この事件は中国大陸でも報道されたが、報道写真に写っていた青天白日満地紅旗は加工されて赤く塗りつぶされた。

### 香港

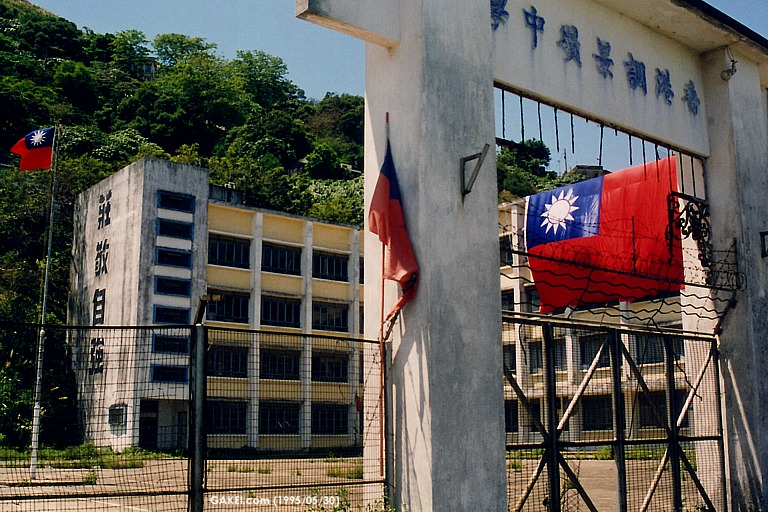
香港調景嶺中学で掲揚される青天白日満地紅旗（1995年）

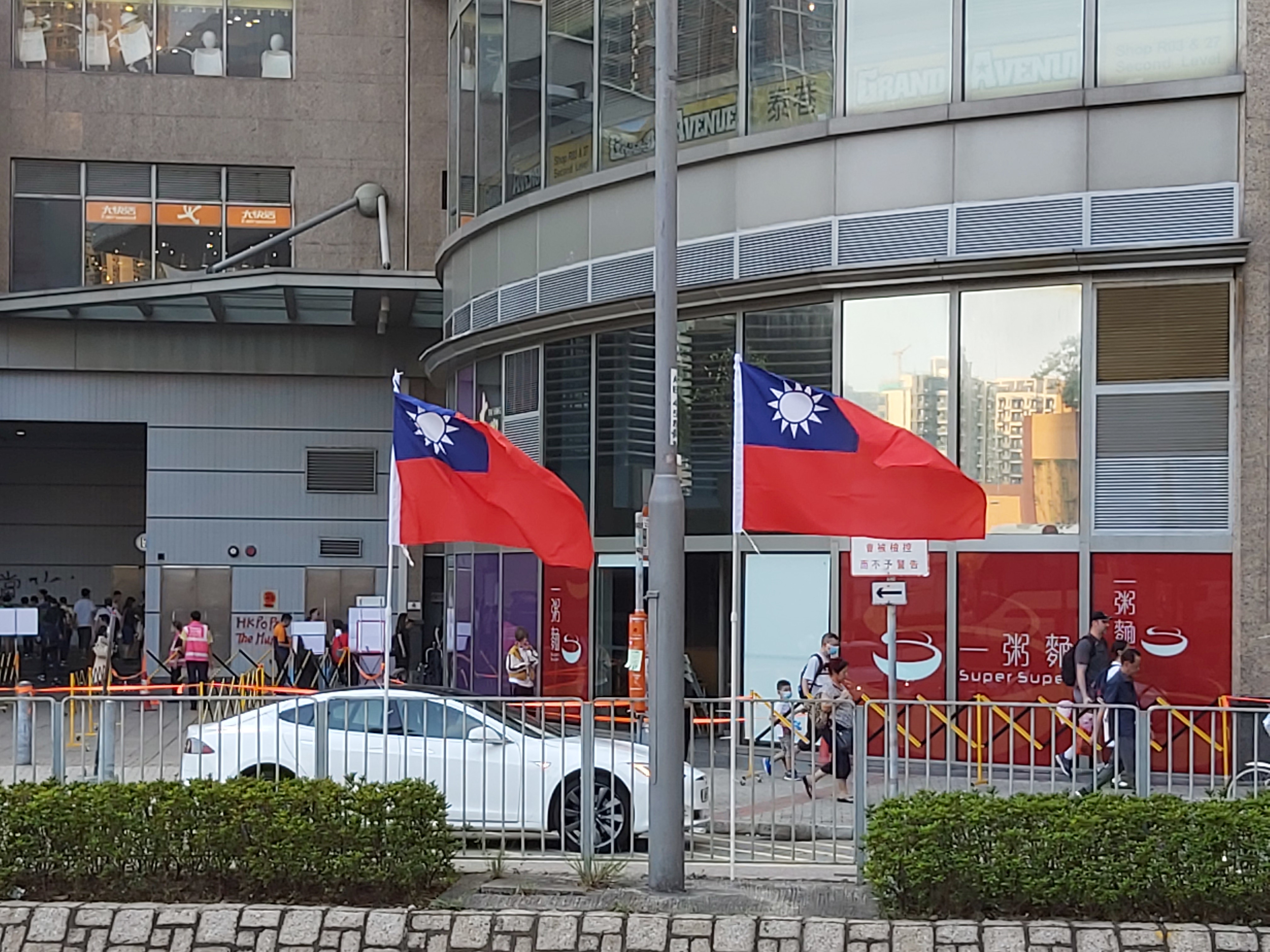
2019年の双十節に街中で掲揚される青天白日満地紅旗

中華民国が大陸を統治していた時期の間、香港は一貫してイギリスの統治下にあった。1950年にはイギリスが中華人民共和国と国交を樹立し、1997年に中華人民共和国に香港を返還したため、中華民国は現在に至るまで香港を統治したことが一度もない。しかし、中華人民共和国を支持しない住民によって青天白日満地紅旗を掲揚されることがある。
中華民国政府の台湾撤退後、香港には国民党関係者の難民が大量に流入した。彼らは毎年10月10日の中華民国国慶日（双十節）に青天白日満地紅旗を掲揚していたが、1956年の双十節には掲げられていた青天白日満地紅旗が当局職員によって剥がされ、これに怒った住民らが暴動を起こした（双十暴動）。
1997年の香港返還後、香港特別行政区政府は青天白日満地紅旗の掲揚を明確に禁止はしなかったものの、「公共の空間を占拠している」という名目で青天白日満地紅旗を撤去することがあった。
2019年3月、逃亡犯条例改正案に反対するデモが発生した。同年の双十節には香港の各地で青天白日満地紅旗が掲揚され、反共を訴える標語が掲示された。
2020年に「香港国家安全維持法」が施行されてからは、双十節を祝うイベントの実施ができなくなり、孫文を記念する施設である中山公園に掲揚されていた青天白日満地紅旗は撤去された。

### マカオ
マカオも中華民国の統治下にあったことがないが、こちらでも香港と同様に青天白日満地紅旗が掲げられていた。しかし、1966年に共産党支持者が暴動（一二・三事件）を起こすと、マカオにおけるポルトガルの権威は失墜した。中国人民解放軍の恫喝を受けてマカオ政庁は中華人民共和国の要求を受け入れざるを得ず、1967年1月2日、マカオにおける中華人民共和国と敵対する活動が禁止された。マカオの親中華民国団体は解散させられ、青天白日満地紅旗の掲揚も禁止された。

### 国際的な使用

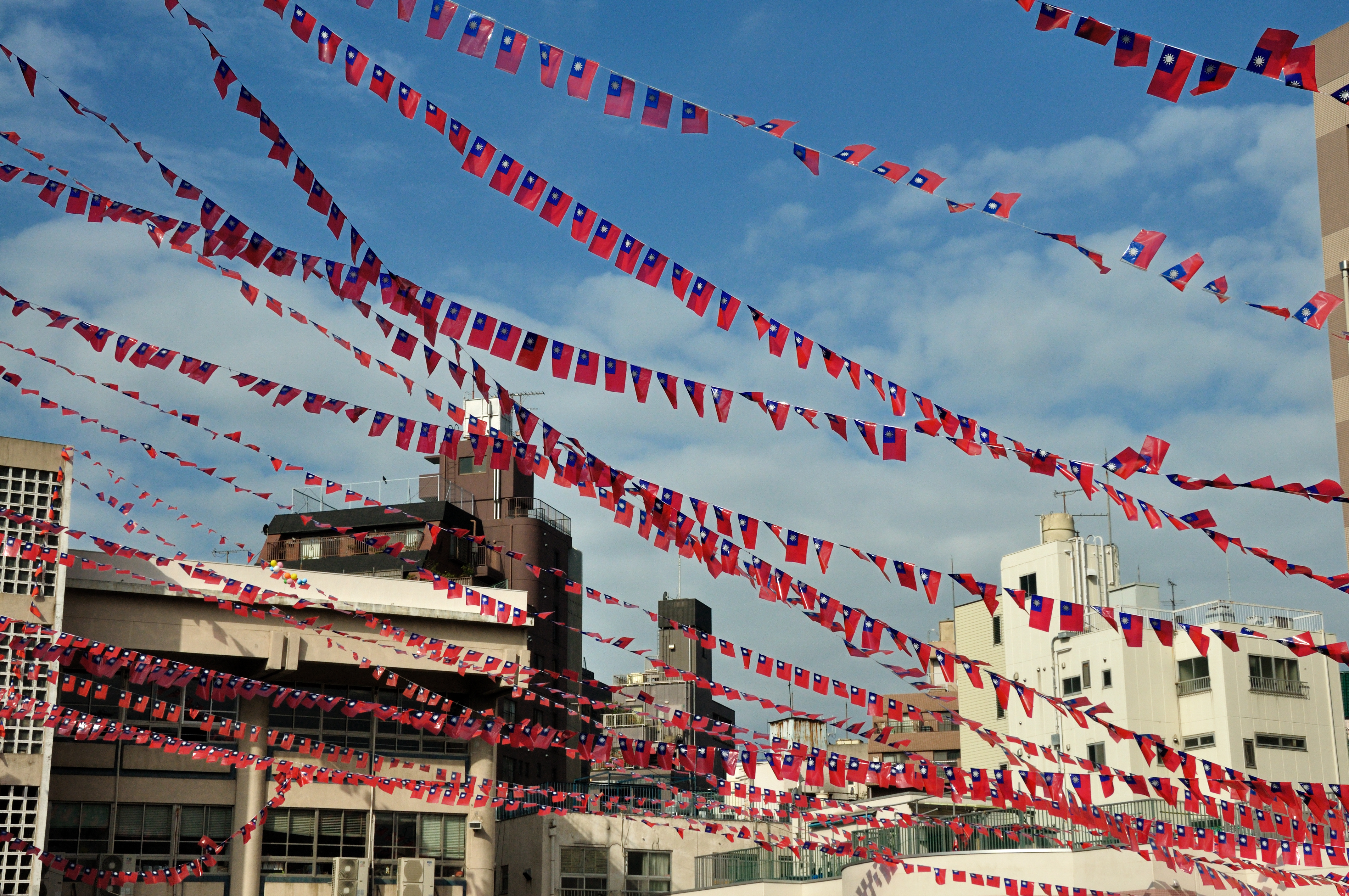
横浜中華街で掲揚される青天白日満地紅旗

1971年、国際連合総会決議2758（アルバニア決議）によって国連における中国の代表権が中華民国から中華人民共和国に移り、これに抗議した中華民国は国連から脱退した。
国連脱退以降、日本やアメリカ合衆国を始めとする多くの国々は中華人民共和国の国交を樹立し、相対的に中華民国は国際的に孤立することになった。各国とは断交後も非公式な実務関係を維持しているが、正式な国交がないために公式な場で国旗を掲揚することができない。しかし、世界各地の華僑コミュニティでは現在でも使用されているほか、日本では「台湾の国旗」として一般に認識されている。
中華民国のフラッグ・キャリアであるチャイナエアラインはかつて機体の垂直尾翼に青天白日満地紅旗が描かれていたが、香港返還が間近に迫る1995年、香港乗り入れを盾に中国共産党から圧力を受け、中華民国の国花である梅に変更された。
2014年、ベトナムで反中デモが発生した。一部の暴徒化した民衆は漢字が掲げられた企業を無差別に襲撃し、台湾企業も被害を受けた。これを受け、2018年にベトナム政府は、中国企業と台湾企業を区別することを目的に、ベトナム国内の台湾企業が青天白日満地紅旗を掲揚することを許可した。
2017年、カンボジア首相のフン・センは、カンボジア国内での青天白日満地紅旗の掲揚を禁止することを宣言した。

## 国旗から派生した旗

? 税関旗・税関艦艉旗 （1929年 - 1931年）
? 税関旗 （1931年 - 1976年） 税関艦艉旗 （1931年 - 1975年）
? 警艇旗 （1929年 - 1949年）
? 警察旗 （1947年 - 1975年）
?? 商船旗 （1929年 - 1966年）
? 護漁巡艦・漁業調査試験等船旗幟 （1935年 - 1949年）
? 塩務旗 （1929年 - 1949年）
? 郵政旗 （1929年 - 1935年）